# Stefano Napoleoni
Stefano Napoleoni, né le 26 juin 1986 à Rome, est un footballeur italien évoluant au poste d'attaquant à Ümraniyespor.

## Biographie
Stefano Napoleoni évolue en Pologne, en Grèce, et en Turquie.
Il dispute 160 matchs en première division grecque, inscrivant 50 buts. Il réalise sa meilleure performance lors de la saison 2014-2015, où il marque 13 buts.
Il dispute également plusieurs matchs en Ligue des champions et en Ligue Europa.
Napoleoni signe au Göztepe SK le 2 septembre 2019.

## Palmarès
- Champion de Pologne de D2 en 2009 avec le Widzew Łódź
- Vice-champion de Turquie en 2017 avec l'Istanbul Başakşehir
- Finaliste de la Coupe de Turquie en 2017 avec l'Istanbul Başakşehir